# Bielowicko
Bielowicko (prononciation : [bjɛlɔˈvit͡skɔ]) est une localité polonaise de la gmina de Jasienica, située dans le powiat de Bielsko-Biała en voïvodie de Silésie.